# Crveno Brdo (Lukavac)
Crveno Brdo är en ort i Bosnien och Hercegovina. Den ligger i entiteten Federationen Bosnien och Hercegovina, i den centrala delen av landet, 80 km norr om huvudstaden Sarajevo. Crveno Brdo ligger 283 meter över havet och antalet invånare är 1 311.
Terrängen runt Crveno Brdo är platt söderut, men norrut är den kuperad.Runt Crveno Brdo är det ganska tätbefolkat, med 93 invånare per kvadratkilometer.. Närmaste större samhälle är Tuzla, 12,2 km öster om Crveno Brdo.
Omgivningarna runt Crveno Brdo är en mosaik av jordbruksmark och naturlig växtlighet.